# KY系JCクウキちゃん
『KY系JCクウキちゃん』（ケーワイけいジェーシークウキちゃん）は、2013年に公開された日本のウェブアニメ作品。全6話。

## 概要
コミックス・ウェーブ・フィルムがYouTube内にて運営しているアニメ配信サイト「アニメバンチョー」にて配信された、1話あたり約5分のショートアニメ。
「空気が読めない（KY）」女子中学生・クウキが巻き起こす騒動を描く。

## 登場人物
読無クウキ（よみなし クウキ）
声 - 村川梨衣
主人公の女子中学生。空気が読めないため、いつも周りを騒がせる。
ピンク髪のツインテールに、サンマの髪飾りを付けている。
定石ベタ男（じょうせき ベタお）
声 - 松元恵
クウキの通う中学に転校してきた男子生徒。その初日にクウキと最悪の出会いを果たすことに。
丸井オサゲ（まるい オサゲ）
声 - 田中涼子
クウキやベタ男のクラスメイト。丸いメガネにお下げ髪という風貌。性格は内向的。
油菜モサ子（あぶらな モサこ）
声 - 園崎未恵
クウキやベタ男のクラスメイト。ブロッコリーのような髪に筋肉質かつ巨乳という風貌。濃厚なキャラクター。
学校では演劇部に所属しており、オサゲの秘めた才能を見つけて部活に誘う。

## スタッフ
- 原作 - あまぞねすぽえみー
- 監督・キャラクターデザイン・メインアニメーター - げそいくお
- 脚本 - 田畑攻太
- 美術監督 - 金子雄司 → 小幡和寛
- タイトルデザイン - とものま
- 編集 - 土田栄司
- 撮影・デジタルワークス - 和田夏樹
- 音楽・音響監督 - daisuke horita
- キャスティング協力 - 竹内雅人
- プロデューサー - 小川智弘、大塚雅彦
- 製作 - 空気がよめない大人の集い

## 主題歌
タイトルなし。
- 作詞 - 小松潤平、作曲 - daisuke horita、歌 - ちのじ

## 各話リスト
| 話数       | サブタイトル                   |
| ---------- | ------------------------------ |
| EPiSODE 01 | 恐るべし!KY女子流              |
| EPISODE 02 | 図書室で空気がよめない         |
| EPISODE 03 | 放課後の屋上で空気がよめない   |
| EPISODE 04 | クラスメイトでも空気がよめない |
| EPISODE 05 | ブサイク系JCモサ子ちゃん       |
| EPISODE 06 | クゥは空気がよめない女の子     |